# Миле Рахов
Миле П. Рахов е български революционер, разложки войвода на Вътрешната македоно-одринска революционна организация.

## Биография
Миле Рахов е роден на 18 ноември 1869 година в Банско, тогава в Османската империя. През септември 1903 година се присъединява към четата на капитан Антон Шипков от ВМОК. Действа в Мехомийско, а след това влиза в четата на Радон Тодев и през Илинденско-Преображенското въстание участва в сраженията при Бачево и Белица и в местността Чало в Годлевската планина. След смъртта на войводата Миле Рахов го замества.
При избухването на Балканската война в 1912 година е доброволец в Македоно-одринското опълчение и служи в щаба на 5 одринска дружина.
След войните става член на Илинденската организация. Умира на 17 май 1940 година в София.